# Patrick Dennis
Edward Everett Tanner III, conegut pel seu nom de ploma Patrick Dennis (Chicago, 18 de maig de 1921 - Nova York, 6 de novembre de 1976), va ser el primer escriptor estatunidenc que el 1956 va aconseguir col·locar en la llista dels llibres més venuts del New York Times tres títols seus, firmats amb tres pseudònims diferents: La tieta Mame, The Loving Couple: His (and Her) i Guestward, Ho!.
La seva novel·la La tieta Mame (1955) va ser un dels llibres més venuts dels Estats Units del segle xx. El narrador de la història — també anomenat Patrick — hi explicava les seves aventures amb la tieta Mame Dennis, un personatge tan excèntric com adorable que estava basat en la vertadera tia de l'autor, Marion Tanner. Dennis en va escriure una seqüela La volta al món amb la tieta Mame el 1958. També va escriure altres novel·les sota el pseudònim de Virginia Rowans.

## Obres
- 1953 : Oh What a Wonderful Wedding!
- 1954 : House Party
- 1955 : La tieta Mame
- 1956 : The Loving Couple: His (and Her) Story
- 1956 : Guestward, Ho!
- 1957 : The Pink Hotel
- 1958 : La volta al món amb la tieta Mame
- 1961 : Little Me: The Intimate Memoirs of that Great Star of Stage, Screen and Television, Belle Poitrine
- 1961 : Love and Mrs. Sargent
- 1962 : Genius
- 1964 : First Lady: My First Thirty Days Upstairs in the White House
- 1965 : The Joyous Season
- 1966 : Tony
- 1968 : How Firm a Foundation
- 1971 : Paradise
- 1972 : 3-D

## Adaptacions
La història de La tieta Mame va tenir el 1956 la seva adaptació teatral a Broadway protagonitzada per Rosalind Russell i una posterior producció cinematogràfica que va inspirar també un musical de la novel·la el 1966 amb Angela Lansbury en el paper principal. El musical va portar a una pel·lícula musical el 1974 protagonitzada per Lucille Ball i Bea Arthur.
Little Me va ser adaptat a un musical el 1962, amb llibret de Neil Simon i música de Cy Coleman. Bob Fosse va guanyar el Premi Tony a la millor coreografia. Little Me ha estat recuperat diverses vegades en els escenaris teatrals.
Dues de les novel·les de Dennis van ser convertides en sitcoms: 
- House Party (1954)
- Guestward, Ho! (1956)